# Eric Ramírez (calciatore 1996)
Eric Iván Jesús Ramírez (Concordia, 21 settembre 1996) è un calciatore argentino, attaccante dell'Huracán.

## Caratteristiche tecniche
È una mezzapunta.

## Carriera
Cresciuto nelle giovanili del Gimnasia (LP), ha esordito il 30 marzo 2013 in occasione del match perso 3-2 contro il River Plate.

## Statistiche

### Presenze e reti nei club
Statistiche aggiornate al 19 maggio 2025.
| Stagione             | Squadra              | Campionato           | Campionato | Campionato | Coppe nazionali | Coppe nazionali | Coppe nazionali | Coppe continentali | Coppe continentali | Coppe continentali | Altre coppe | Altre coppe | Altre coppe | Totale | Totale | Totale |
| Stagione             | Squadra              | Comp                 | Pres       | Reti       | Comp            | Pres            | Reti            | Comp               | Pres               | Reti               | Comp        | Pres        | Reti        | Pres   | Reti   |        |
| -------------------- | -------------------- | -------------------- | ---------- | ---------- | --------------- | --------------- | --------------- | ------------------ | ------------------ | ------------------ | ----------- | ----------- | ----------- | ------ | ------ | ------ |
| 2015                 | Gimnasia (LP)        | PD                   | 2          | 0          | CA              | 0               | 0               | -                  | -                  | -                  | -           | -           | -           | 2      | 0      |        |
| 2016                 | Gimnasia (LP)        | PD                   | 2          | 0          | CA              | 0               | 0               | -                  | -                  | -                  | -           | -           | -           | 2      | 0      |        |
| 2016-2017            | Gimnasia (LP)        | PD                   | 7          | 0          | CA              | 1               | 0               | -                  | -                  | -                  | -           | -           | -           | 8      | 0      |        |
| 2017-2018            | Gimnasia (LP)        | PD                   | 13         | 0          | CA              | 1               | 0               | -                  | -                  | -                  | -           | -           | -           | 14     | 0      |        |
| ago. 2018            | Gimnasia (LP)        | PD                   | 1          | 0          | CA              | 0               | 0               | -                  | -                  | -                  | -           | -           | -           | 1      | 0      |        |
| 2018-2019            | Quilmes              | PBN                  | 8          | 0          | -               | -               | -               | -                  | -                  | -                  | -           | -           | -           | 8      | 0      |        |
| 2019-2020            | Gimnasia (LP)        | PD                   | 8          | 3          | CA+CdS+CM       | 3+1+11          | 2+0+3           | -                  | -                  | -                  | -           | -           | -           | 23     | 8      |        |
| 2021                 | Gimnasia (LP)        | PD                   | 15         | 2          | CA+CdL          | 0+12            | 0               | -                  | -                  | -                  | -           | -           | -           | 27     | 2      |        |
| 2022                 | Gimnasia (LP)        | PD                   | 23         | 2          | CA+CdL          | 2+7             | 0+4             | -                  | -                  | -                  | -           | -           | -           | 32     | 6      |        |
| 2023                 | Gimnasia (LP)        | PD                   | 21         | 4          | CA+CdL          | 1+14            | 0+2             | CS                 | 3                  | 0                  | -           | -           | -           | 39     | 6      |        |
| 2024                 | Gimnasia (LP)        | PD                   | 4          | 0          | CA+CdL          | 1+13            | 0+3             | -                  | -                  | -                  | -           | -           | -           | 18     | 3      |        |
| Totale Gimnasia (LP) | Totale Gimnasia (LP) | Totale Gimnasia (LP) | 96         | 11         |                 | 67              | 14              |                    | 3                  | 0                  |             | -           | -           | 166    | 25     |        |
| 2024                 | Huracán              | PD                   | 21         | 3          | CA              | 3               | 1               | -                  | -                  | -                  | -           | -           | -           | 24     | 4      |        |
| 2025                 | Huracán              | PD                   | 17         | 5          | CA              | 1               | 1               | CS                 | 0                  | 0                  | -           | -           | -           | 18     | 6      |        |
| Totale Huracán       | Totale Huracán       | Totale Huracán       | 38         | 8          |                 | 4               | 2               |                    | 0                  | 0                  |             | -           | -           | 42     | 10     |        |
| Totale carriera      | Totale carriera      | Totale carriera      | 142        | 19         |                 | 71              | 16              |                    | 3                  | 0                  |             | -           | -           | 216    | 35     |        |